# 다게노촌
다게노촌(太花野村)은 니가타현 니시칸바라군에 설치되었던 촌이다.